# Либеральная партия Швеции
Либеральная партия Швеции — либеральная политическая партия Швеции, существовавшая в 1923—1934 годах.
Была создана вышедшими из состава Либеральной народной партии (до 1922 года — Национальной ассоциации свободомыслящих) на конгрессе 27 мая 1923 года. Вопрос о запрете алкоголя в стране стал основной причиной разрыва наряду с другими факторами, такими как личные разногласия участников конгресса.
В 1934 году вновь объединилась с Либеральной народной партией под наименованием Народная партия (с 22 ноября 2015 года носит название Либералы (швед. Liberalerna).